# Ӌ
Ӌ (minuskule ӌ) je písmeno cyrilice. Je používáno pouze v chakaštině. Jedná se o variantu písmena Ч. Písmeno zachycuje stejnou hlásku jako písmeno Џ v srbštině, jako písmeno Ҷ v tádžičtině, jako písmeno Ӝ v udmurtštině, nebo jako v minulosti používaná písmena Ҹ v ázerbájdžánštině či Ӂ v gagauzštině.